# Atacurile armate din Toulouse și Montauban
Atacurile armate din Toulouse și Montauban au fost o serie de atacuri armate care au avut ca țintă soldați francezi și civili evrei din orașele Montauban și Toulouse din regiunea Midi-Pyrénées, Franța în martie 2012. În total, șapte persoane au fost ucise, iar alte cinci au fost rănite, patru foarte grav. Autorul atacurilor a fost împușcat și ucis după ce a fost asediat de poliție timp de 30 de ore.
Primul atac a avut loc pe 11 martie, când un parașutist musulman francez a fost împușcat mortal la Toulouse. Un al doilea atac a avut loc pe 15 martie, când au fost uciși doi soldați în uniformă, iar un altul a fost rănit într-un centru comercial din Montauban. Pe 19 martie, patru persoane, dintre care trei copii, au fost uciși la Școala evreiască de zi Ozar Hatorah. Ulterior, Franța a ridicat gradul de alertă teroristă, Vigipirate, la cel mai înalt nivel în regiunea Midi-Pyrénées și în departamentele din jur. Organizația Națiunilor Unite, multe guverne din lume, precum și Consiliul francez al credinței musulmane au condamnat atacurile. 
Autorul a fost identificat ca fiind Mohamed Merah, de 23 de ani, un terorist islamist franco-algerian care mai fusese condamnat pentru infracțiuni mărunte. El a atacat personalul Armatei Franceze din cauza implicării acesteia în războiul din Afganistan. Merah a recunoscut că a fost motivat de antisemitism și a spus că a atacat școala evreiască pentru a-i răzbuna pe copiii palestinieni, declarând: „Evreii îi ucid pe frații și surorile noastre din Palestina”.
Merah a fost crescut într-o „atmosferă de ură și rasism”. Anchetatorii francezi cred că a trecut la Salafism în închisoare, iar radicalizarea lui s-a accentuat după două călătorii în Afganistan și Pakistan. Unele surse au citat, de asemenea, ca factori în atacurile armate, apropierea lui Merah de Al-Qaeda și faptul că avea probleme psihologice. Merah a spus că este mujahedin și a susținut că are legături cu grupul terorist al-Qaeda, deși acest lucru a fost dezmințit de către autoritățile franceze. Președintele Nicolas Sarkozy a descris atacul ca fiind unul izolat.